# Pidlisnivka
Pidlisnivka (în ucraineană Підліснівка) este localitatea de reședință a comunei Pidlisnivka din raionul Sumî, regiunea Sumî, Ucraina. În secolul al XIX-lea, satul făcea parte din volostul Stepanivka, uezdul Sumî.

## Demografie
Componența lingvistică a localității Pidlisnivka
     Ucraineană (96,53%)
     Rusă (2,97%)
     Alte limbi (0,34%)
Conform recensământului din 2001, majoritatea populației localității Pidlisnivka era vorbitoare de ucraineană (96,53%), existând în minoritate și vorbitori de rusă (2,97%).